# Парламентские выборы в Бенине (2015)
Парламентские выборы в Бенине проходили 26 апреля 2015 года. На них избирались 83 депутата 7-го Национального собрания. Голосование проходило на 13 606 избирательных участках. Всего в выборах участвовало 1 660 кандидатов из 20 политических партий и коалиций, 200 кандидатов были женщины.
В результате выборов пропрезидентский альянс Силы каури за возрождающийся Бенин (FCBE) выиграл выборы, получив 32 из 83 мест в Национальном собрании. Однако, это меньше, чем в предыдущем парламенте и относительного большинства может оказаться недостаточно для проведения конституционных реформ, которые обещал президент Яйи Бони.

## Избирательная система
На парламентских выборах избираются 83 депутата по 24 многомандатным округам, которые основаны на 12 департаментах Бенина. Места распределяются согласно пропорциональному представительству.

## Контекст выборов
Парламентские выборы проходили в один из решающих моментов в истории Бенина. В 1972—1990 годах власть принадлежала военным. В январе 1990 года Национальная конференция заявила о начале в стране демократического обновления. В декабре 1990 года после референдума была принята демократическая Конституция, в которой были закреплены права человека и гражданские свободы. Однако после 24 лет демократии страна находится в неопределённости. Местные выборы 2013 года были перенесены на 2015 год. В 2016 году ожидаются президентские выборы, на которых президент Яйи Бони должен передать власть. Ещё за 3 месяца до парламентских выборов не были готовы избирательные списки. Первоначально выборы должны были проходить в феврале-марте 2015 года. Постоянные переносы выборов объясняются желанием как правящей партии, так и оппозиции перенести выборы как можно ближе к моменту ухода Яйи Боне, когда его влияние на политические процессы в стране снизится.

## Результаты
За выборами наблюдали 32 представителя Африканского союза.
Неззависимая избирательная комиссия объявила результаты 2 мая 2015 года.
| Партия | Голоса    | %     | Места | +/–   |
| --- | --------- | ----- | ----- | ----- |
| Силы каури за возрождающийся Бенин–Альянс Амана | 889 362   | 30,19 | 32    | –11   |
| Союз делает нацию | 422 715   | 14,35 | 15    | –15   |
| Партия демократического обнавления | 411 463   | 10,57 | 10    | –     |
| Национальный альянс за развитие и демократию | 225 145   | 7,64  | 4     | –     |
| Альянс Возрождение Бенина — Патриотическое возрождение | 208 909   | 7,09  | 7     | –     |
| Альянс Солнца | 196,119   | 6.66  | 4     | +2    |
| Объединённые демократические силы | 117 970   | 4,00  | 4     | –     |
| Альянс за триумф Бенина | 108 915   | 3,70  | 2     | –     |
| Скаут | 100 741   | 3,42  | 3     | –     |
| Союз за Бенин | 85 363    | 2,90  | 2     | 0     |
| Réso-Atao | 63 668    | 2,16  | 0     | новая |
| Патриотический альянс за пробуждение и союз | 44 501    | 1,51  | 0     | новая |
| Союз за демократию и развитие | 33 377    | 1,13  | 0     | новая |
| Союз за демократию и реформу | 30 329    | 1,03  | 0     | новая |
| Альянс за новое правление | 7465      | 0,25  | 0     | новая |
| Альянс Хамелеон | 7465      | 0,25  | 0     | новая |
| Движение за пробуждение сознание граждан и альтернативу | 7465      | 0,25  | 0     | новая |
| Движение республиканцев | 7465      | 0,25  | 0     | новая |
| Союз вовлечённых сил за развитие | 7465      | 0,25  | 0     | новая |
| Недействительных/пустых бюллетеней |           | –     | –     | –     |
| Всего | 2 946 042 | 100   | 83    | 0     |
| Зарегистрированных избирателей/Явка |           | 65,92 | –     | –     |
| Источник: 24 Heures (голоса Архивная копия от 18 июля 2020 на Wayback Machine, места Архивная копия от 1 сентября 2017 на Wayback Machine, партии Архивная копия от 1 сентября 2017 на Wayback Machine) |           |       |       |       |